# Giro d'Italia 1919
Il Giro d'Italia 1919, settima edizione della "Corsa Rosa", si svolse in dieci tappe dal 21 maggio all'8 giugno 1919, per un percorso totale di 2984 km. Fu vinto dall'italiano Costante Girardengo, primo corridore nella storia del Giro a guidare la classifica generale dalla prima all'ultima tappa. Su 66 partenti, arrivarono al traguardo finale 15 corridori.
Il Giro 1919 attraversò l'Italia segnata dalla Grande Guerra: ai ciclisti reduci del fronte le case fornirono gratuitamente le biciclette; molte strade erano ancora distrutte, e in Veneto i corridori dovettero attraversare a piedi il letto prosciugato del Tagliamento. 
La Gazzetta dello Sport, organizzatrice della corsa, decise di attraversare i territori irredenti e le prime due tappe raggiunsero Trento e Trieste. Il Giro fu letteralmente dominato da Girardengo, che si lasciò sfuggire la vittoria solo in tre tappe. L'"eterno secondo" Gaetano Belloni vinse la sua prima tappa al Giro, Oscar Egg fu il primo svizzero ad aggiudicarsi una tappa, e il belga Marcel Buysse il primo straniero sul podio.

## Tappe
| Tappa  | Data      | Percorso          | km    | Vincitore di tappa  | Leader cl. generale |
| ------ | --------- | ----------------- | ----- | ------------------- | ------------------- |
| 1ª     | 21 maggio | Milano > Trento   | 302,8 | Costante Girardengo | Costante Girardengo |
| 2ª     | 23 maggio | Trento > Trieste  | 334,3 | Costante Girardengo | Costante Girardengo |
| 3ª     | 25 maggio | Trieste > Ferrara | 282   | Oscar Egg           | Costante Girardengo |
| 4ª     | 27 maggio | Ferrara > Pescara | 411,2 | Ezio Corlaita       | Costante Girardengo |
| 5ª     | 29 maggio | Pescara > Napoli  | 312,5 | Gaetano Belloni     | Costante Girardengo |
| 6ª     | 31 maggio | Napoli > Roma     | 203,8 | Costante Girardengo | Costante Girardengo |
| 7ª     | 2 giugno  | Roma > Firenze    | 350,6 | Costante Girardengo | Costante Girardengo |
| 8ª     | 4 giugno  | Firenze > Genova  | 261,8 | Costante Girardengo | Costante Girardengo |
| 9ª     | 6 giugno  | Genova > Torino   | 248   | Costante Girardengo | Costante Girardengo |
| 10ª    | 8 giugno  | Torino > Milano   | 277   | Costante Girardengo | Costante Girardengo |
| Totale | Totale    | Totale            | 2 984 |                     |                     |

## Dettagli delle tappe

### 1ª tappa
- 21 maggio: Milano > Trento – 302,8 km

Risultati
| Pos. | Corridore           | Squadra | Tempo     |
| ---- | ------------------- | ------- | --------- |
| 1    | Costante Girardengo | Stucchi | 10h25'03" |
| 2    | Alfonso Calzolari   | Stucchi | s.t.      |
| 3    | Alfredo Sivocci     | Legnano | s.t.      |

### 2ª tappa
- 23 maggio: Trento > Trieste – 334,3 km

Risultati
| Pos. | Corridore           | Squadra | Tempo     |
| ---- | ------------------- | ------- | --------- |
| 1    | Costante Girardengo | Stucchi | 12h36'14" |
| 2    | Alfonso Calzolari   | Stucchi | a 3'30"   |
| 3    | Giuseppe Santhià    | Peugeot | a 5'      |

### 3ª tappa
- 25 maggio: Trieste > Ferrara – 282 km

Risultati
| Pos. | Corridore           | Squadra | Tempo    |
| ---- | ------------------- | ------- | -------- |
| 1    | Oscar Egg           | Bianchi | 9h52'13" |
| 2    | Costante Girardengo | Stucchi | s.t.     |
| 3    | Gaetano Belloni     | Bianchi | s.t.     |

### 4ª tappa
- 27 maggio: Ferrara > Pescara – 411,2 km

Risultati
| Pos. | Corridore       | Squadra | Tempo     |
| ---- | --------------- | ------- | --------- |
| 1    | Ezio Corlaita   | Stucchi | 15h18'38" |
| 2    | Luigi Lucotti   | Bianchi | s.t.      |
| 3    | Marcel Godivier | Bianchi | a 9'59"   |

### 5ª tappa
- 29 maggio: Pescara > Napoli – 312,5 km

Risultati
| Pos. | Corridore           | Squadra | Tempo     |
| ---- | ------------------- | ------- | --------- |
| 1    | Gaetano Belloni     | Bianchi | 12h35'03" |
| 2    | Costante Girardengo | Stucchi | s.t.      |
| 3    | Marcel Buysse       | Bianchi | s.t.      |

### 6ª tappa
- 31 maggio: Napoli > Roma – 203,8 km

Risultati
| Pos. | Corridore           | Squadra | Tempo    |
| ---- | ------------------- | ------- | -------- |
| 1    | Costante Girardengo | Stucchi | 7h35'11" |
| 2    | Alfredo Sivocci     | Legnano | a 1"     |
| 3    | Marcel Godivier     | Bianchi | s.t.     |

### 7ª tappa
- 2 giugno: Roma > Firenze – 350,6 km

Risultati
| Pos. | Corridore           | Squadra | Tempo     |
| ---- | ------------------- | ------- | --------- |
| 1    | Costante Girardengo | Stucchi | 14h04'21" |
| 2    | Marcel Buysse       | Bianchi | a 1"      |
| 3    | Clemente Canepari   | Stucchi | a 4'12"   |

### 8ª tappa
- 4 giugno: Firenze > Genova – 261,8 km

Risultati
| Pos. | Corridore           | Squadra | Tempo     |
| ---- | ------------------- | ------- | --------- |
| 1    | Costante Girardengo | Stucchi | 10h38'18" |
| 2    | Angelo Gremo        | Stucchi | a 6'05"   |
| 3    | Clemente Canepari   | Stucchi | a 10'46"  |

### 9ª tappa
- 6 giugno: Genova > Torino – 248 km

Risultati
| Pos. | Corridore           | Squadra | Tempo    |
| ---- | ------------------- | ------- | -------- |
| 1    | Costante Girardengo | Stucchi | 8h56'04" |
| 2    | Gaetano Belloni     | Bianchi | s.t.     |
| 3    | Ugo Agostoni        | Bianchi | a 2"     |

### 10ª tappa
- 8 giugno: Torino > Milano – 277 km

Risultati
| Pos. | Corridore           | Squadra | Tempo     |
| ---- | ------------------- | ------- | --------- |
| 1    | Costante Girardengo | Stucchi | 10h40'23" |
| 2    | Marcel Buysse       | Bianchi | s.t.      |
| 3    | Gaetano Belloni     | Bianchi | s.t.      |

## Classifiche finali

### Classifica generale
| Pos. | Corridore           | Squadra      | Tempo      |
| ---- | ------------------- | ------------ | ---------- |
| 1    | Costante Girardengo | Stucchi      | 112h51'29" |
| 2    | Gaetano Belloni     | Bianchi      | a 51'56"   |
| 3    | Marcel Buysse       | Bianchi      | a 1h05'31" |
| 4    | Clemente Canepari   | Stucchi      | a 1h34'35" |
| 5    | Ugo Agostoni        | Bianchi      | a 1h39'39" |
| 6    | Angelo Gremo        | Stucchi      | a 2h20'01" |
| 7    | Ezio Corlaita       | Stucchi      | a 4h12'07" |
| 8    | Lauro Bordin        | Bianchi      | a 4h16'32" |
| 9    | Giosuè Lombardi     | Indipendente | a 4h28'33" |
| 10   | Ugo Ruggeri         | Indipendente | a 6h03'51" |